# Trichosalpinx blaisdellii
Trichosalpinx blaisdellii là một loài thực vật có hoa trong họ Lan. Loài này được (S.Watson) Luer miêu tả khoa học đầu tiên năm 1983.